# Петриченко, Кирилл Никифорович
Кирилл Никифорович Петриченко (1822—1895) — русский контр-адмирал, публицист.

## Биография
Родился в 1822 году; происходил из астраханских казаков. Отец Никифор Петриченко был атаманом Астраханского казачьего войска, владел усадьбой на границе Киевской и Волынской губерний. Есть сведения, что К. Н. Петриченко — потомок С. Наливайко.
В 1838 году поступил на службу в Российский императорский флот юнкером Каспийской флотилии.
В течение 1838—1842 годов плавал у Персидских берегов. С апреля 1842 года — мичман. В 1847 году был назначен командиром баржи.
В 1848—1851 годах лейтенант Петриченко принимал участие в защите рыбаков от нападений туркмен в северо-восточной части Каспия.
Затем три года — командир шхуны «Тарантул», крейсировал у Астрабадской станции. В сентябре 1862 года участвовал в сражении с туркменами при ауле Гассан-Кули и уничтожении вражеской флотилии, где командовал двумя дивизионами гребной флотилии. За проявленную храбрость был награждён орденом Святой Анны 4-й степени.
В 1855—1858 годах — командир парохода «Кама» при Астрабадской станции.
В 1856 году был отмечен персидским командорским орденом Льва и Солнца 3-й степени, а через два года — орденом Святой Анны 3-й степени.
В начале 1859 года был уволен для службы на коммерческих судах. В течение 10 лет пребывал на гражданской службе: сначала коллежским асессором, затем — надворным советником. В 1862 году за военные подвиги и участие в 18 морских компаниях был награждён орденом Святого Владимира 4-й степени с бантом.
В конце 1868 года Кирилл Никифорович Петриченко вновь поступил на службу во флот в прежнем чине капитан-лейтенанта с назначением в 8-й флотский экипаж; 27 января 1869 года он был назначен начальником Астрабадской станции. В марте 1871 года ему был присвоен чин капитана 2-го ранга, а через год — капитана 1-го ранга. В 1874 году получил орден Льва и Солнца 2-й степени.
В марте 1874 года был переведён на Балтийский флот Российской империи. В том же году пожалован орденом Святой Анны 2-й степени.
В 1877 году К. Н. Петриченко — временный член военно-морского суда при Санкт-Петербургском порте. В 1879 году временно исполнял должность начальника Адмиралтейских Ижорских заводов. В связи с эпидемией чумы в Самарской, Саратовской и Астраханской губерниях был командирован в Царицын для устройства карантинного заграждения по Волге.
С 20 мая 1885 года К. Н. Петриченко — контр-адмирал с увольнением от службы.
Умер 1 (13) февраля 1895 года и был похоронен на Волковском православном кладбище в Санкт-Петербурге.

## Литературно-публицистическое творчество
К. Н. Петриченко — автор ряда очерков и публикации, в том числе:
- Очерки каспийского мореходства (1849)
- Карабугас
- Сражение с туркменами при ауле Гассан-Кули 12 сентября 1852 года
- Первая неудача на командирстве (Рассказы каспийского моряка) (1857);
- Житье-бытье астраханских моряков (Рассказы каспийского моряка) (1857);
- Обозрение части восточного берега Каспийского моря (1857);
- Астрабадская станция и влияние её на развитие края (1863).
- Каспий, его промышленность и торговля
- Служба на коммерческом флоте

Сотрудничал с журналами «Русский вестник» и «Морской сборник».

## Семья
Жена — Мария Ивановна (ум. 1885; Ницца) — переводчица.
Дочь — Эмилия Пименова (1854—1935) — русская журналистка и писательница.
Дочь — Анна Ивашкевич (1865) Журналистка. Автор переводов с немецкого и английского языка. (Мать неизвестна).